# 난징둥루 (타이베이시)

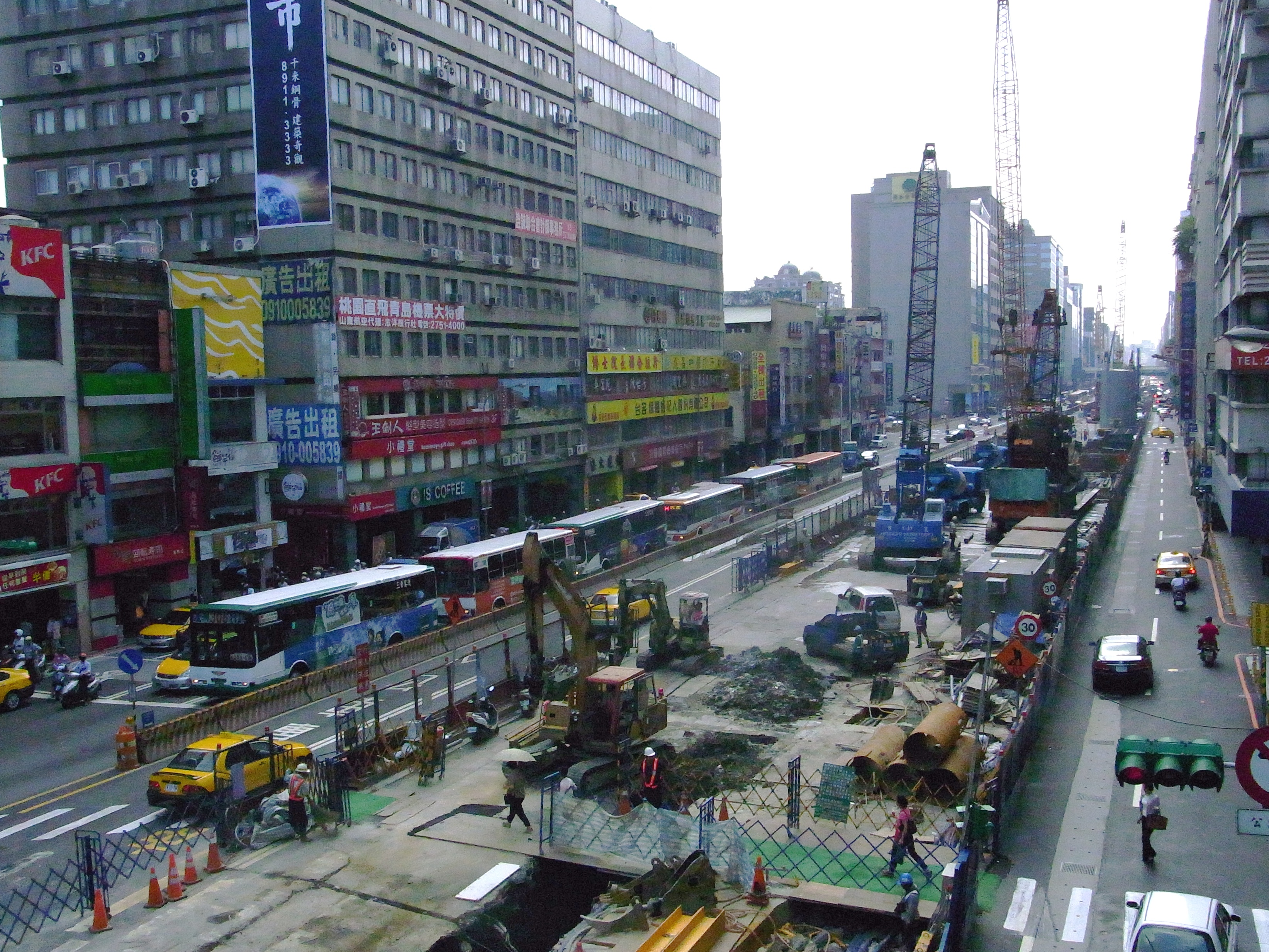
난징둥루

난징둥루(南京東路)는 타이베이시에 있는 거리로, 큰 규모의 백화점이나 쇼핑몰이 많다.